# Fyra fruar
Fyra fruar är en amerikansk film från 1939 i regi av Michael Curtiz. Den var uppföljare till Fyra döttrar från 1938 och de flesta skådespelare från den filmen medverkar även i denna.

## Rollista
- Priscilla Lane - Ann Lemp Borden
- Rosemary Lane - Kay Lemp
- Lola Lane - Thea Lemp Crowley
- Gale Page - Emma Lemp Talbot
- Claude Rains - Adam Lemp
- Jeffrey Lynn - Felix Dietz
- Eddie Albert - Dr. Clinton Forrest, Jr.
- May Robson - tant Etta
- Frank McHugh - Ben Crowley
- Dick Foran - Ernest
- Vera Lewis - fru Ridgefield
- John Qualen - Frank